# 逆転のPL
逆転のPL（ぎゃくてんのPL）とは、1978年（昭和53年）の第60回全国高等学校野球選手権大会で、当時大阪私学7強の一角であったPL学園高等学校が2試合続けて奇跡的な逆転劇を起こし、初優勝した時に付けられた異名である。

## 概要
1977年（第59回）まで、PL学園は2回決勝に進出していたがいずれも準優勝に終わっていた。そして臨んだ1978年夏の甲子園は、西田真次（のち真二）-木戸克彦を擁し、初優勝が強く望まれていた。
8月12日の初戦（2回戦）の日川、8月15日（3回戦・第3試合）の熊本工大高（現文徳高校）を順当に破り、準々決勝の県岐阜商を谷松浩之（のちヤクルト）が挙げた虎の子の1点を守って勝利した。
この異名をきっかけに、「甲子園には魔物が棲む」と言われるようになった。

### 準決勝
8月19日の準決勝では名門中京高等学校（現中京大学附属中京高等学校）と対戦。中京は4回に武藤哲裕のスクイズで先制すると、その後も小刻みに得点を重ね、武藤は投げてもPL打線を抑え込み8回まで0封。中京は9回表にも山中茂直の中前打で追加点を入れ4-0とリードした。
ところが9回裏、先頭打者の4番西田真次が初球を叩いて一塁線を抜く三塁打を放った後、柳川明弘の左越え二塁打で1点を返す。荒木靖信の1ゴロで柳川が三塁に進むと、戎繁利が中前打を放ち2点目、さらに山西徹も左前打で続き一・二塁。ここで中京は疲れの見える武藤を一塁に回し、一塁を守っていた黒木が登板。中村博光が送り、谷松が四球を選び二死満塁となった。ここでPL学園の監督であった鶴岡泰は代打山中潔を送ろうとしたが、西田らが二番・渡辺勝男にそのまま打たせるよう進言し、監督もこれを容れた。その渡辺に対し黒木はストライクが入らず、ノースリーとなったところで中京は再び武藤をマウンドに送る。武藤はフルカウントまで持ち込むが、6球目を打った渡辺の打球は二塁への内野安打となり、一斉にスタートを切っていた走者2人が一気に生還し、PLは同点に追いついた。この回での勝利を確信していた中京は思わぬ形で延長戦突入を許す格好となった。
延長はPLが押し気味に進め、11回裏の一死三塁はスクイズ失敗で潰すも、続く12回裏、一死から渡辺が二塁打で出塁、二死後西田が敬遠で歩き、続く柳川は三ゴロを放つも一塁に戻った黒木が三塁手辻からの送球を落球し満塁となる。そして6番荒木に対し武藤はストライクが入らず、ノースリーからの4球目も大きく真ん中低目へ外れ、押し出し四球でPL学園のサヨナラ勝ち。PL学園は奇跡的に決勝進出を果たした。

### 決勝
そして翌日（8月20日）の決勝は高知商業高等学校と対戦した。しかし森浩二の好投を前にPLは8回まで3安打無得点と抑え込まれ、逆に3回に2点を奪われたまま9回裏を迎えた。
先頭打者が前日の西田と同様、初球を叩いてセンター前へのヒットで出塁し、四球、送りバントで一死二・三塁。ここで打席に立ったのは、準決勝まで13打数1安打と振るわず決勝の朝には合宿所周辺の参道を清掃して神に祈っていたキャプテンの木戸だった。木戸は期待に応え、センターへの犠飛で1点。続く四番西田は一塁線を抜く同点適時二塁打を放った。さらに五番の柳川が左中間へ適時打を放ち、逆転サヨナラ勝ちを収めた。この2試合続いた奇跡的な逆転劇には、「逆転のPL」という異名が付いた。
また、この試合のNHKにおけるテレビ視聴率は、歴代一位の48%を記録した。

## スコア

### 準決勝
|        | 1 | 2 | 3 | 4 | 5 | 6 | 7 | 8 | 9 | 10 | 11 | 12 | R | H  | E |
| ------ | - | - | - | - | - | - | - | - | - | -- | -- | -- | - | -- | - |
| 中京   | 0 | 0 | 0 | 1 | 0 | 1 | 0 | 1 | 1 | 0  | 0  | 0  | 4 | 12 | 1 |
| PL学園 | 0 | 0 | 0 | 0 | 0 | 0 | 0 | 0 | 4 | 0  | 0  | 1x | 5 | 13 | 1 |

1. （延長12回）
2. 審判
［球審］西大立目
［塁審］布施・三輪・本郷
3. 試合時間：2時間43分

| 中京 | 中京     | 中京            |
| 打順 | 守備     | 選手            |
| ---- | -------- | --------------- |
| 1    | [二]     | 山中茂直（3年） |
| 2    | [左]     | 磯村昌輝（2年） |
| 3    | [中]     | 栗岡英智（3年） |
| 4    | [三]     | 辻慶人（3年）   |
| 5    | [投]一投 | 武藤哲裕（3年） |
| 6    | [一]投一 | 黒木光男（3年） |
| 7    | [右]     | 岡田勝之（3年） |
| 8    | [捕]     | 阪本弘之（3年） |
| 9    | [遊]     | 小川新二（2年） |

| PL学園 | PL学園 | PL学園          |
| 打順   | 守備   | 選手            |
| ------ | ------ | --------------- |
| 1      | [中]   | 谷松浩之（3年） |
| 2      | [一]   | 渡辺勝男（2年） |
| 3      | [捕]   | 木戸克彦（3年） |
| 4      | [投]   | 西田真次（3年） |
| 5      | [右]   | 柳川明弘（3年） |
| 6      | [左]   | 荒木靖信（3年） |
| 7      | [三]   | 戎繁利（3年）   |
| 8      | [遊]   | 山西徹（3年）   |
| 9      | [二]   | 中村博光（3年） |

### 決勝
|        | 1 | 2 | 3 | 4 | 5 | 6 | 7 | 8 | 9  | R | H | E |
| ------ | - | - | - | - | - | - | - | - | -- | - | - | - |
| 高知商 | 0 | 0 | 2 | 0 | 0 | 0 | 0 | 0 | 0  | 2 | 8 | 1 |
| PL学園 | 0 | 0 | 0 | 0 | 0 | 0 | 0 | 0 | 3x | 3 | 6 | 0 |

1. 審判
［球審］山川
［塁審］西大立目・鈴木・布施
2. 試合時間：1時間50分

| 高知商 | 高知商 | 高知商          |
| 打順   | 守備   | 選手            |
| ------ | ------ | --------------- |
| 1      | [三]   | 明神茂行（3年） |
| 2      | [遊]   | 森田洋生（2年） |
| 3      | [右]   | 正木陽（3年）   |
| 4      | [中]   | 青木悟（3年）   |
| 5      | [一]   | 松浦実（3年）   |
| 6      | [左]   | 中山耕二（3年） |
| 7      | [投]   | 森浩二（2年）   |
| 8      | [捕]   | 坂上博文（3年） |
| 9      | [二]   | 中沢秀明（3年） |

| PL学園 | PL学園 | PL学園          |
| 打順   | 守備   | 選手            |
| ------ | ------ | --------------- |
| 1      | [中]   | 谷松浩之（3年） |
| 2      | [一]   | 渡辺勝男（2年） |
| 3      | [捕]   | 木戸克彦（3年） |
| 4      | [投]   | 西田真次（3年） |
| 5      | [右]   | 柳川明弘（3年） |
| 6      | [左]   | 荒木靖信（3年） |
| 7      | [三]   | 戎繁利（3年）   |
| 8      | [遊]   | 山西徹（3年）   |
| 9      | [二]   | 中村博光（3年） |

## 参考資料
- 『週刊ベースボール』2008年8月11日号、甲子園アーカイブ「逆転のPL 30年前の夏の奇跡」30-31
- 『ホームラン』2016年9月号臨時増刊、歴代春夏甲子園メンバー表大全集　54、76、114